# Zdeňka Šilhavá
Zdeňka Bartoňová-Šilhavá, češka atletinja, * 15. junij 1954, Krnov, Češkoslovaška.
Nastopila je na poletnih olimpijskih igrah v letih 1980, 1988 in 1996, leta 1988 je osvojila šesto mesto v metu diska, ob tem pa še enajsto mesto v isti disciplini ter deseto in enajsto mesto v suvanju krogle. V slednji disciplini je na evropskih dvoranskih prvenstvih osvojila bronasto medaljo leta 1983. 26. avgusta 1984 je postavila svetovni rekord v metu diska z metom 74,56 m, veljal je štiri leta. Leta 1985 je prejela osemnajstmesečno prepoved nastopanja zaradi dopinga. 